# Senusret IV
Senusret IV (Sesostris IV) fou un rei probablement de la dinastia XVI de l'antic Egipte. Alguns experts el situen no obstant a la dinastia XIII. Si bé el seu nom està testimoniat no es pot situar cronològicament. Es tendeix a situar-lo en el buit del Papir de Torí al final de la dinastia XVI però això no és ni de bon tros segur. El seu nom d'Horus fou Ukhemankh; el seu nom nebti fou Sankhtawy; el seu nom d'Horus d'or fou Neferkhau; el seu Nesut-Biti fou Seneferibre; i el seu Sa Ra Senusret. Es conserva una estàtua colossal a Karnak i una columna del seu primer any de govern, també a Karnak.